# 1977 a tudományban
Az 1977. év a tudományban és a technikában.

## Díjak
- Nobel-díjak
  - Fizikai Nobel-díj: Philip Warren Anderson, Nevill Francis Mott, John Hasbrouck van Vleck
  - Fiziológiai és orvostudományi Nobel-díj: Roger Guillemin, Andrew Schally, Rosalyn Sussman Yalow
  - Kémiai Nobel-díj: Ilya Prigogine

## Születések
- február 27. – Ben Green brit matematikus
- április 26. – Samantha Cristoforetti olasz mérnök/vegyészmérnök, űrhajósnő
- május 3. – Marjam Mirzáháni amerikai matematikus, első nőként és első irániként elnyerte a Nemzetközi Matematikai Unió négyévente kiadott Fields-érmét († 2017)

## Halálozások
- február 17. – Péter Rózsa magyar matematikus, a Magyar Tudományos Akadémia levelező tagja (* 1905)
- június 3. – Archibald Hill fiziológiai és orvostudományi Nobel-díjas angol fiziológus, biofizikus (* 1886)
- június 16. – Wernher von Braun német tudós, a náci megtorlófegyverek programjának vezetője, a németországi és az amerikai rakétafejlesztés egyik vezető alakja (* 1912)